# Звероводство
Звероводство (с конца XX века также используется словосочетание «меховая индустрия» — буквальный перевод с английского) — отрасль животноводства по разведению в неволе ценных пушных зверей для получения шкурок. Объекты звероводства — норка, голубой песец, серебристо-чёрная лисица, нутрия, соболь, речной бобр, шиншиллы и другие животные.
С 1960-х годов отрасль стала подвергаться резкой критике борцов за права животных и противников натурального меха.

## История звероводства

### В Российской империи
В Российской империи впервые пушное звероводство возникло в XIV веке в северных районах. Местное население занималось выращиванием с целью получения шкурок выловленного на воле молодняка лисиц и песцов внутри изб и придомовых построек (т. н. лисятники). Одновременно существовала и охота на зверя, которая была намного рентабельней «избяного» звероводства.
Важную роль в становлении российского пушного звероводства сыграл А. В. Мальнер, написавший первую книгу по звероводству. В 1900 году он (по другим данным — О. В. Маркграф) основал «Российское общество хозяйственного разведения промысловых животных и представителей дичи».
В 1917 в России насчитывалось 23 мелкие частновладельческие любительские зверофермы. Там содержалось небольшое количество малоценных в хозяйственном отношении зверей, в частности, красная лисица и белый песец.

### В СССР
В 1928 году в СССР были созданы первые специализированные звероводческие совхозы для производства пушнины на экспорт. Среди них — Ширшинский Архангельской области, Пушкинский и Салтыковский Московской области, Тобольский Тюменской области.
В первые годы советской власти разведением пушных зверей занимались представители частных хозяйств, появившихся в годы НЭП.
В январе 1930 года был учреждён государственный Всесоюзный пушной синдикат.
В 1931 году 24 октября было создано Внешнеэкономическое объединение «Союзпушнина», монополизировавшее продажу советских мехов на мировом рынке. Первый аукцион был организован в Ленинграде в марте, на него прибыло 78 представителей 67 зарубежных фирм из 12 стран. На торгах было продано 95 % выставленных для реализации мехов по ценам, в среднем на 6-8 % выше уровня цен лондонского аукциона, состоявшегося в феврале. На первые советские аукционы в основном поступала промысловая пушнина, на долю клеточной приходилось лишь 3 %.
К 1932 году в СССР было 20 зверосовхозов.
С 1939 года в Воронежском заповеднике впервые начинается плановое разведение речного бобра с целью получения шкурок.
Во время Великой Отечественной войны звероводство сильно пострадало и в послевоенные годы его пришлось организовать заново.
К 1970-м годам основными производителями пушнины в стране стали крупные специализированные зверосовхозы, имеющие большие зверофермы — до 100 тыс. зверей, оснащённые механизированными помещениями для зверей, кормокухнями и машинными холодильниками для хранения кормов, обеспеченные квалифицированными кадрами рабочих и специалистов-звероводов. В СССР их насчитывалось 118. Производство шкурок составляло до 6,3 млн в год, при этом в РСФСР производилось до 4,8 млн шкурок. 70 % рынка меховых изделий составляли шкурки клеточных норок.

### В России
В начале XXI века специализированные зверосовхозы представляют собой механизированные животноводческие хозяйства. До 85—90 % общего количества основных самок в крупных хозяйствах составляет обычно норка. Звери содержатся в шедах-навесах, в которых размещаются в 2 ряда с центральным проходом надземные клетки из оцинкованной металлической сетки, с сетчатым полом и с навесными или вставными домиками для укрытия и щенения зверей. Шедовая система содержания позволила ликвидировать глистные заболевания зверей и механизировать обслуживание. Нутрии содержатся в наземных бетонированных блокированных клетках с бассейнами для купания.
Основными поставщиками невыделанных шкурок норки на российский рынок пушнины являются специализированные звероводческие хозяйства, причём около 80 % шкурок норки производится крупными зверохозяйствами, с поголовьем самок норки основного стада 10 тыс. голов и более.
За период 1990—2005 гг. товарное производство пушнины в России сократилось в 3,6 раза. В середине 1990-х годов сократилась продуктивность зверей, что, как отмечают специалисты, связано с отсутствием доступных кормов и неудовлетворительной ветеринарной работой.
Ёмкость внутреннего рынка пушнины норки клеточного звероводства в 2005 году составила 1 636 680 шкурок.
К началу XXI века в звероводстве наблюдался резкий спад и сокращение объёмов продаж клеточной пушнины.
С 1990 по 2000 год общее производство норки, песца и лисицы сократилось в пять раз — с 16,9 млн штук в 1990 году до 3 млн штук в 2000 году. Количество зверохозяйств сократилось до 40 (во времена СССР их было около 250).
По состоянию на 2005 год, самым крупным предприятием индустрии был Салтыковский зверокомбинат, расположенный на территории в 100 гектар в Подмосковье. Там содержится 15 000 норок, 4000 соболей и по 1500 лисиц и песцов
В 2007 году в Хабаровском крае впервые за 15 лет началось возрождение звероводства. По данным СМИ, существовавшие там ранее более 20 крупных хозяйств к тому времени разорились и пришли в упадок. В посёлке Екатеринославка появилась частная ферма, владелица которой завела 60 американских норок.

### В других странах
Монополистом в разведении песцов была Россия, однако с начала XXI века песца стали активно разводить и в звероводческих хозяйствах Китая.
Журнал «Русский Newsweek» в 2005 году отмечал, что с падением звероводства в России крупнейшим центром разведения норок стала Дания, которая ежегодно продает до 10 миллионов шкурок.

## Научные учреждения

### ВНИИОЗ
Всероссийский научно-исследовательский институт охотничьего хозяйства и звероводства (ВНИИОЗ) Российской академии сельскохозяйственных наук, расположенный ныне в Кирове, был создан 15 мая 1922 года при Петровской (ныне Тимирязевской) сельскохозяйственной академии в виде Центральной научно-исследовательской биологической станции, расположенной на территории Погонно-Островского лесничества под Москвой.
По состоянию на 2010 год, в составе института существуют 8 российских филиалов. Общее число сотрудников ВНИИОЗ — 161 человек, в том числе 8 докторов и 31 кандидат наук.
Во ВНИИОЗ были разработаны методы одомашнивания ряда видов диких пушных зверей, созданы их новые типы, среди которых огнёвка вятская, норка дикого типа, енотовидная собака, были усовершенствованы методы кормления, содержания в разных климатических условиях новых и традиционных объектов разведения, повышения рентабельности звероводства.

### НИИПЗК
В 1932 году был создан НИИ кролиководчества (ныне НИИПЗК — Научно-исследовательский институт пушного звероводства и кролиководства), научно-практическая, консультативная деятельность которого способствовала становлению кролиководчества страны: были разработаны нормы кормления, типовые проекты кроликоведческих ферм, меры профилактики и борьбы с болезнями кроликов.
Государственное научное учреждение НИИПЗК имеет 7 научных отделов и лабораторий, уникальную научную библиотеку и экспериментальную ферму. При институте лицензирован и работает ЦИОПЗК, осуществляющий устойчивый мониторинг генофонда пушных зверей и кроликов. Диагностический центр, в составе которого действуют диагностическая лаборатория и лаборатория качества кормов, ежегодно выполняет более 2 тысяч исследований для зверохозяйств.
Аспирантура института в соответствии с лицензией Министерства образования и науки РФ осуществляет подготовку аспирантов по трём специальностям. Функционирует диссертационный совет по защите кандидатских и докторских диссертаций (сельскохозяйственные и ветеринарные науки).

## Способы убоя
Убой крупного рогатого скота производится оглушением электрическим током и последующим обескровливанием путём перерезания шейных кровеносных сосудов. Мелкий рогатый скот умерщвляется без предварительного оглушения.
Пушных зверей клеточного содержания умерщвляют внутримышечной инъекцией или электрическим разрядом.

## Обработка сырья
Вслед за убоем следует обязательный этап обескровливания. Если тушу не обескровить, то это приведёт к жилистости кожного покрова — серьёзного порока кожи, когда на лицевом слое просматриваются отдельные тёмные жилки; и сырьё будет непригодным к употреблению.
Затем шкуру снимают:
- Пластом снимают шкуры с крупных зверей, КРС, МРС, жеребят. Разрез делают по белой линии (по середине брюшной части), внутреннюю поверхность лап.
- Чулком (с закрытым огузком) снимают шкурку с пушных зверей (горностай, соболь и т. д.). Шкура имеет надрезы в области головы.
- Трубкой (с открытым огузком) снимают с барса, белки, бобра, волка, зайца. При таком способе на шкуре остаются надрезы в области головы, хвоста, на внутренней стороне лап.
- Методом бокового надреза с туш свиней снимают чепраки.

Следующий этап — обезжиривание — удаление подкожного жира, мышц, сухожилий для предотвращения процесса гниения и теклости (вылезания) волоса.
За обезжириванием следует этап консервирования во избежание процесса гниения.
- Пресно-сухое консервирование — сушка кожи при температуре 20—35 градусов и низкой влажности (не более 60 %).
- Мокросоление
  - Сухой посол — бахтармянную сторону шкуры покрывают слоем соли в смеси с нафталином (около 0,8 % по массе) и в таком состоянии оставляют на 6—7 суток.
  - Тузлукование — выдерживание шкур в растворе соли с добавлением антисептиков на протяжении 16—24 часов. Сырьё, законсервированное тузлукованием, имеет большую прочность и меньшее количество пороков, нежели чем сырьё сухого посола.
- Квашение — обработка ранее законсервированных шкур хлебным квасом с добавлением соли. Используется для сырья из каракуля.
- Кислотно-солевой способ консервирования — натирание шкур раствором соли, алюминиевых квасцов и хлорида аммония.
- Перспективные методы консервирования — радиоактивными лучами, озонированием, низкотемпературной плазмой.

## Критика звероводства
Борцы за права животных и люди, считающие использование меха неэтичным и негуманным по отношению к животным, выступают против использования меховых изделий и за закрытие звероводческих предприятий. Есть также активисты, которые выступают не против звероводства и использования меха в целом, а за улучшение условий содержания пушных зверей. Также бывают случаи нападения на фермы и хозяйства с целью хищения зверей для последующего выпуска их на свободу.
Российская организация борцов за права животных Вита, объединяющая также сторонников вегетарианства, с 1990-х годов регулярно выступает против существования отрасли. В 2005 году в письме к российской поп-звезде Кристине Орбакайте, руководитель проектов Константин Сабинин заявил:
Зверофермы — это настоящие концлагеря для животных. На зверофермах лисы, норки, еноты живут в тесных клетках с решётчатым полом, который режет им лапы. Единственное их занятие — ходить взад-вперёд, пытаясь избавиться от скуки и стресса. Животные не могут ни карабкаться, ни рыть землю, ни купаться, в то время как в природе они проводят много времени в воде или на берегу. На зверофермах они содержатся по двое, трое или даже четверо в маленькой клетке.
Воздух, которым дышат эти животные, отравлен постоянными испарениями фекалий и мочи, собирающимися под клетками. Замкнутое пространство, теснота, грязь приводят к тому, что у животных развивается невротическое состояние. Нередки случаи каннибализма и другие проявления психических расстройств.

В конце этого ада животных ждёт мучительная смерть. Распространёнными методами убоя являются пропускание электрического тока через анальное отверстие/ротовую полость, отравление газом, перелом шейных позвонков и прочее. В большинстве случаев для сохранения шкурки и простоты свежевания процесс убийства происходит наспех. В результате шкуру снимают с ещё живого, едва оглушённого, животного.
В России против использования продуктов звероводства протестуют не только местные борцы за права животных, но и их коллеги, специально ради этого приехавшие из других стран. Вот как описывает их акцию журнал «Русская жизнь» в 2008 году:
В центре Москвы две активистки организации PETA (от англ. People for the Ethical Treatment of Animals) устроили акцию под девизом «Только животные носят мех». Гостьи из Австралии в одежде ограничились заячьими розовыми ушками, заячьими хвостиками, ну и трусики на себе оставили. Держа перед собой картонные сердечки с лозунгами, направленными против пушной индустрии, они стояли вблизи памятника Карлу Марксу на припорошенном снежком газоне. Улыбались. Отвечали на вопросы журналистов, чаще всего почему-то интересовавшихся, будут ли девушки после акции согреваться алкоголем.
3 июня 2005 года было совершено нападение на зверсовхоз «Пушкинский» в Московской области. Ответственность за это преступление взяла на себя организация Фронт Освобождения Животных (ФОЖ), причисленная ФБР к террористическим. Борцы за права животных похитили из клеток трёх соболей, а также расписали помещения граффити. 29 июня подобная акция была повторена в расположенном неподалёку от МКАД Балашихинском зверсовхозе — активисты выкрали чёрно-бурую лису и выпустили её в лес, а 17 июля они вновь побывали в «Пушкинском», выпустив из клеток более 70 норок. 12 животных были выкрадены и отпущены в ближайшем лесу.
В ночь на 1 октября того же года возле здания агентства РИА Новости были повреждены два автомобиля — в одном из них были выбиты все стекла, а у другого разбит капот, на здании агентства были оставлена надпись «Получи за меха» и эмблема ФОЖ. В анонимном заявлении, разосланном ФОЖ, отмечалось, что данные действия были предприняты в отместку за информационную поддержку мехового фестиваля.

## Воздействие производства меха на окружающую среду
В 2011 году независимая организация CE Delft издала результаты исследования воздействия производства меха, в частности меха норок, на окружающую среду на примере Нидерландских ферм, который можно считать близко соотносимым с другими фермами в ЕЭС. CE Delft произвели оценку жизненного цикла (ОЖЦ) производства меха с целью количественного выражения воздействия на окружающую среду различных звеньев в производственной цепи. Анализ состоит из двух частей:
- Определение воздействия производства меха по 18 различным показателям для выявления наиболее вредоносной фазы;
- Сравнение воздействия производства меха с воздействием производства распространённых текстильных материалов: хлопка, акрила, полиэстера и шерсти.

Цепь исследовалась на всём протяжении, начиная с производства корма для норок, заканчивая производством 1 килограмма меха. Следующие фазы производства были исследованы:
- Производство корма для норок: корм состоит из куриных и рыбьих потрохов с добавлением пшеничной муки и вспомогательных веществ;
- Содержание норок: норок выращивают до возраста 7—8 месяцев, после чего их забивают;
- Освежевание: шкура отделяется от туши, очищается и сушится;
- Продажа;
- Выделывание: процесс преобразования шкуры в мех (сходный с обработкой кожи), готового для использования в промышленности;
- Перевозка: между всеми фазами производства имеет место перевозка.

Сведения по определённым аспектам не были найдены, поэтому в некоторых случаях были рассмотрены сценарии с самым низким уровнем воздействия производства меха на окружающую среду. Поэтому вычисленные величины могут рассматриваться как наименьшие значения, а действительное воздействие, по всей вероятности, быть намного выше.

### Результаты
Производство 1 кг меха требует 11,4 шкур норок, то есть более 11 животных. В течение своей жизни одна норка съедает почти 50 кг корма (включая долю матери), что в итоге даёт 563 кг корма на один кг меха. Это количество оказывает значительное воздействие на окружающую среду.
В сравнении с текстильными материалами, мех имеет наибольшее воздействие по 17 показателям из 18, включая изменение климата, эвтрофикацию и ядовитые выбросы. Во многих случаях воздействие было выше в 2—28 раз, чем у других материалов, даже при взятии значений нижней границы производственной цепи. Исключение составляет только потребление воды: значение для хлопка самое высокое. Другие факторы, оказывающие значимое дополнение к общему воздействию производства меха на среду — это выбросы закиси азота (N2O) и аммиака (NH3). Воздействие 1 кг меха норки на изменение климата в 5 раз выше шерсти, имеющий наибольший показатель из всех текстильных материалов.
| Показатель                                | Коэффициент соотношения воздействия меха и воздействия текстильного материала с самым высоким показателем |
| ----------------------------------------- | --- |
| Изменение климата                         | 4,7 |
| Истощение озонового слоя                  | 11,9 |
| Токсичность для человека                  | 3,4 |
| Образование фотохимических окислителей    | 28,1 |
| Образование твёрдых частиц                | 17,0 |
| Ионизирующее излучение                    | 2,1 |
| Окисление почвы                           | 15,3 |
| Эвтрофикация пресных вод                  | 5,2 |
| Эвтрофикация морских вод                  | 12,9 |
| Экотоксичность для почв                   | 24,0 |
| Экотоксичность для пресных вод            | 2,6 |
| Экотоксичность для морских вод            | 3,2 |
| Использование сельскохозяйственных земель | 5,3 |
| Использование городских земель            | 27,9 |
| Преобразование естественных земель        | 9,5 |
| Потребление воды                          | 0,4 |
| Потребление металлов                      | 6,8 |
| Потребление ископаемых                    | 6,5 |